# Stephen Frick
Stephen Nathaniel Frick (Pittsburgh, 30 settembre 1964) è un ex astronauta e ingegnere statunitense, ed ha partecipato alle missioni STS-110 e STS-122 dello Space Shuttle.
Cresciuto nella periferia di Pittsburgh, in Pennsylvania, Frick si è diplomato alla Pine-Richland High School nel 1982 e laureato in ingegneria aerospaziale nell'Accademia Navale degli Stati Uniti nel 1986. Gli venne conferito successivamente il grado di ufficiale e fu addestrato come pilota di F/A-18. Assegnato alla portaerei USS Saratoga, partecipò a missioni di combattimento durante la Guerra del Golfo e nel 1994 conseguì il master in ingegneria aeronautica nella Naval Postgraduate School.
Frick venne selezionato come candidato astronauta nel 1996 e si addestrò come pilota dello Space Shuttle. Pilotò l'Atlantis durante la missione STS-110 nel 2002. Nel 2006 venne assegnato al comando della missione STS-122 e, nuovamente a bordo dell'Atlantis trasportò il laboratorio Columbus sulla Stazione spaziale internazionale.